# Patsy Cline
Patsy Cline, rodným jménem Virginia Patterson Hensley, (8. září 1932 Winchester, Virginie – 5. března 1963 Camden, Tennessee) byla americká zpěvačka působící v oblasti americké country hudby s přesahy do americké pop music, členka Grand Ole Opry. Zemřela na vrcholu pěvecké kariéry při havárii soukromého letounu ve věku 30 let. Byla proslulá svým zvučným, znělým i sytým hlasem v altové poloze.
V oblasti country hudby je dodnes považována za jednu z nejúspěšnějších a nejuznávanějších zpěvaček ve 20. století, jejíž krátký život i její úspěšná kariéra se později stala námětem mnoha knih, filmů, dokumentů, článků i divadelních her.
Už od dětství se jednalo o velice talentovanou dívku, která dobře tančila a od osmi let hrála na klavír. Již ve svých 17 letech začala zpívat v Nashvillu v Tennessee, kde přemluvila Roye Accuffa a uspěla. V roce 1957 zaznamenala velký úspěch s hitem Walking After Midnight a stala se velice populární. Jejím asi největším hitem je píseň Crazy, kterou pro ni napsal Willie Nelson, a také I fall to pieces.

## Odrazy v kultuře
Její postava se vyskytuje v americkém životopisném filmu Loretty Lynnové První dáma country music z roku 1980.

## Diskografie
- 1957 Patsy Cline
- 1961 Patsy Cline Showcase
- 1962 Sentimentally Yours
- 1962 Patsy Cline's Golden Hits